# 젠슨 황
젠슨 황(영어: Jen-Hsun "Jensen" Huang, 중국어 정체자: 黃仁勳, 병음: Huáng Rénxūn 황런쉰[*], 한자음: 황인훈, 1963년 2월 17일 ~ )은 대만계 미국인 전기공학자이자 엔비디아의 공동 설립자이며 현재 사장 겸 CEO를 맡고 있다.

## 어린 시절과 교육
대만 타이난에서 태어났다. 그의 가족은 그가 9살 때 미국으로 이민을 갔고 처음에는 켄터키주 오네이다에서 살았으며 이후 오리건에 정착했다. 포틀랜드 외곽의 알로하 고등학교를 졸업했다.
1984년 오리건 주립 대학교에서 전기공학 학사 학위를, 1992년 스탠퍼드 대학교에서 전기공학 석사학위를 받았다.

## 직업
대학 졸업 후 LSI 로직의 이사이자 어드밴스트 마이크로 디바이시스(AMD)의 마이크로프로세서 디자이너로 일했다. 1993년 30번째 생일에 엔비디아를 공동 설립했으며 현재 CEO이자 사장으로 활동하고 있다.
그는 1999년에 공개된 엔비디아 주식의 3.6%를 소유하고 있다.
2007년 CEO로 2,460만 달러를 벌어 포브스가 61번째로 높은 급여를 받는 미국 CEO로 선정했다. 2008년부터 2010년까지 경기 침체 기간 동안 자발적으로 급여를 1달러로 줄였다.
블룸버그 억만장자 지수에 따르면 2021년 4월 젠슨 황의 순자산은 US$14,300,000,000이다.

## 자선 활동
젠슨 황은 모교인 스탠퍼드 대학교에 3천만 달러를 기부하여 젠슨 황 공학 센터(Jen-Hsun Huang School of Engineering Center)를 건설했다. 이 건물은 스탠퍼드의 과학과 공학 쿼드(Science and Engineering Quad)를 구성하는 4개 건물 중 두 번째 건물이다. 오리건주 포틀랜드의 Bora Architects에 의해 설계되었으며 2010년에 완공되었다. 또한 모교인 Oneida Baptist Institute에 200만 달러를 기부하여 새로운 여학생 기숙사이자 교실 건물인 Huang Hall을 지었다. 켄터키주 렉싱턴의 CMW 건축가가 설계했다.
2007년 기업 및 자선 활동 모두에서 수행한 공로로 실리콘 밸리 교육 재단의 Pioneer Business Leader Award를 수상했다.

## 수상

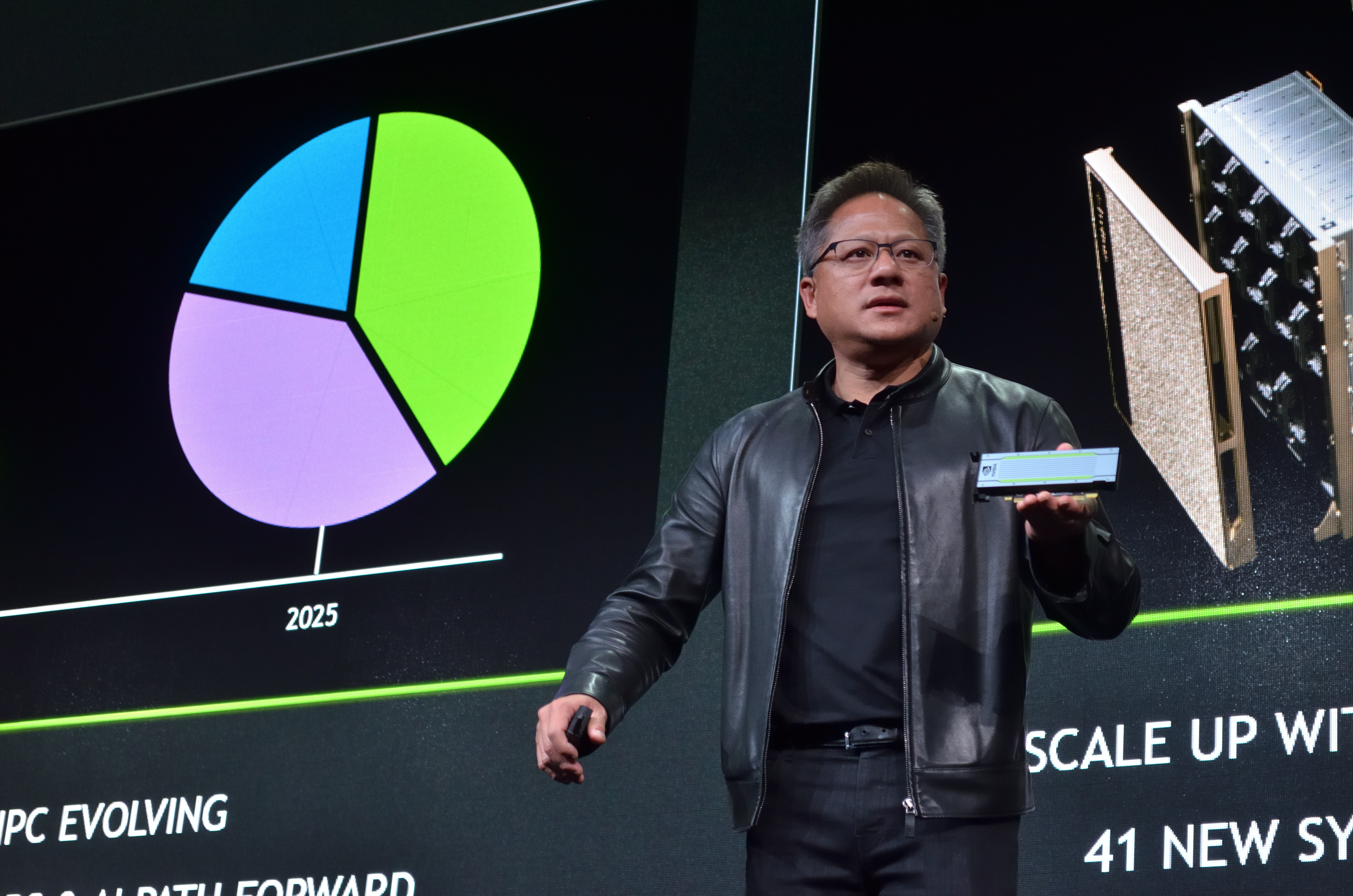
SC18에서의 젠슨 황

1999년 젠슨 황은 언스트 엔 영에 의해 첨단 기술 부문 올해의 기업가로 선정되었다. 2003년 팹리스 반도체 협회로부터 팹리스 반도체 산업의 개발, 혁신, 성장 및 장기적인 기회를 주도하는 데 탁월한 공헌을 한 리더를 인정하는 모리스 창 모범적 리더십 상을 받았다. 또한 2003년 EY 올해의 기업가 상을 위한 전국 결선 진출자였으며 1999년에는 북부 캘리포니아 지역의 상을 받았다.
또한 서던캘리포니아 대학교에서 Daniel J. Epstein Engineering Management Award를 수상했으며 오리건 주립 대학교에서 동문 펠로우로 선정되었다. 2009년 6월 13일 졸업식에서 오리건 주립 대학교에서 명예 박사 학위를 받았다.
2018년 최초의 Edge 50에 등재되어 에지 컴퓨팅 분야에서 세계 50대 영향력 있는 인물로 선정되었다. 2020년 11월 Eurostars AutomotiveNewsEurope에서 "올해의 공급업체 CEO"로 선정되었다. 2020년 11월 개교기념일에 국립대만대학교에서 명예박사학위를 수여받았다.  2021년 8월, 반도체 산업 협회는 젠슨 황이 2021년 업계 최고의 영예인 로버트 N. 노이스 상을 수상했다고 발표했다. 2021년 9월 타임에서 매년 선정하는 세계에서 가장 영향력 있는 100인 목록인 타임 100에 포함되었다.

## 사생활
오리건주에 있는 동안 당시 그의 엔지니어링 연구실 파트너인 미래의 아내 로리를 만났다. 사이에 두 자녀가 있다.